# Az Air France 4590-es járatának katasztrófája
Az Air France 4590-es járata egy nemzetközi repülőjárat volt, amely Párizs és New York között közlekedett. A járatot egy Concorde típusú utasszállító repülőgép teljesítette. 2000. július 25-én 16:43-kor a repülőgép ráhajtott egy másik repülőről leesett roncsdarabra a felszállás közben, amely megrongálta a gép egyik futóművét, majd közvetett módon megrongálta a repülőgép ötös számú tartályát, aminek következtében az üzemanyag lángra kapott. A repülőgép Gonesse közelében egy hotelbe csapódott. A tragédiában 100 utas és 9 főnyi személyzet vesztette életét, valamint 4 fő, aki a hotelban tartózkodott. A hotelban egy további személy volt a baleset idején, aki súlyos sérüléseket szenvedett. Ez volt az egyetlen halálos áldozatokkal járó légi közlekedési baleset a Concorde 27 éves történetében.

## Az események összefoglalója
A tragédiát követő nyomozás megállapította, hogy a repülőgép a maximum szállítókapacitásán túli súllyal, plusz 810 kilogrammal szállt fel.
Öt perccel korábban a Continental Airlines DC-10-es típusú repülőgépe a felszállás során elhagyott egy 435 milliméter hosszú, 29-34 mm széles és 1,4 mm vastag elemet a gép testéből.
A Concorde felszállása közben átgurult a roncsdarabon, amely kilyukasztotta a kerekét és az tovább hajította a roncsdarabot a repülőgép 5-ös számú tartálya felé. A roncsdarab mintegy 140 m/s sebességgel ütközött neki a gépnek a tartályok közelében, melynek következtében az ötös számú üzemanyagtartály a rázkódás miatt a futómű fölött megsérült. A kiömlő üzemanyag feltehetően egy elektromos vezeték szikrája miatt, vagy a hajtóművek felforrósodott részeivel érintkezve lángra kapott. Ezt követően az egyes és a kettes hajtómű meghibásodást jeleztek, de az egyes még újra üzemelni kezdett. Egy nagy lángcsóva alakult ki, amely miatt a fedélzeti technikus lekapcsolta a kettes hajtóművet, a tűzre adott válaszként, illetve a pilóta parancsára.
Gilles Logelin légiirányító még azelőtt tájékoztatta a gép kigyulladásáról a gép személyzetét, mielőtt a felszállás megtörtént volna. Miután már a felszálláshoz szükséges sebességet elérték addigra, ezért a gép személyzete folytatta a felszállási manővert, de a gép nem tudott megfelelő repülési sebességet elérni a három üzemelő hajtómű erejével, mivel a gép megrongálódása meggátolta a futómű visszahúzását a géptestbe. A repülőgép mindezek miatt nem volt képes sem az emelkedésre, sem pedig a további gyorsulásra és a sebessége is fokozatosan csökkenni kezdett rövid repülési ideje alatt. Miután a gép személyzete elvesztette az uralmat a gép felett, a repülőgép a reptér közelében található Hôtelissimo Les Relais Bleus Hotel épületébe csapódott.
A repülőgépen 96 fő német, 2 fő dán, 1 osztrák és 1 amerikai állampolgár volt az utasok közt, míg a személyzetből 8 fő francia, illetve 1 fő német állampolgár volt. A földön elhunyt áldozatok közül 2 fő lengyel, 1 fő algériai és 1 fő mauritiusi állampolgár volt.

## Fordítás
- Ez a szócikk részben vagy egészben  az   Air France Flight 4590 című angol Wikipédia-szócikk ezen változatának fordításán alapul.  Az eredeti cikk szerkesztőit annak laptörténete sorolja fel. Ez a jelzés csupán a megfogalmazás eredetét és a szerzői jogokat jelzi, nem szolgál a cikkben szereplő információk forrásmegjelöléseként.